# 2023년 7월 죽음
다음은 2023년 7월에 사망한 저명한 인물 목록이다.
- 7월 1일
  - 프랑스의 축구감독 크리스티앙 달제
  - 대한민국의 배우 박규채
  - 대한민국의 소설가 안정효
- 7월 2일
  - 대한민국의 화가 조용익
  - 대한민국의 정치인 최봉홍

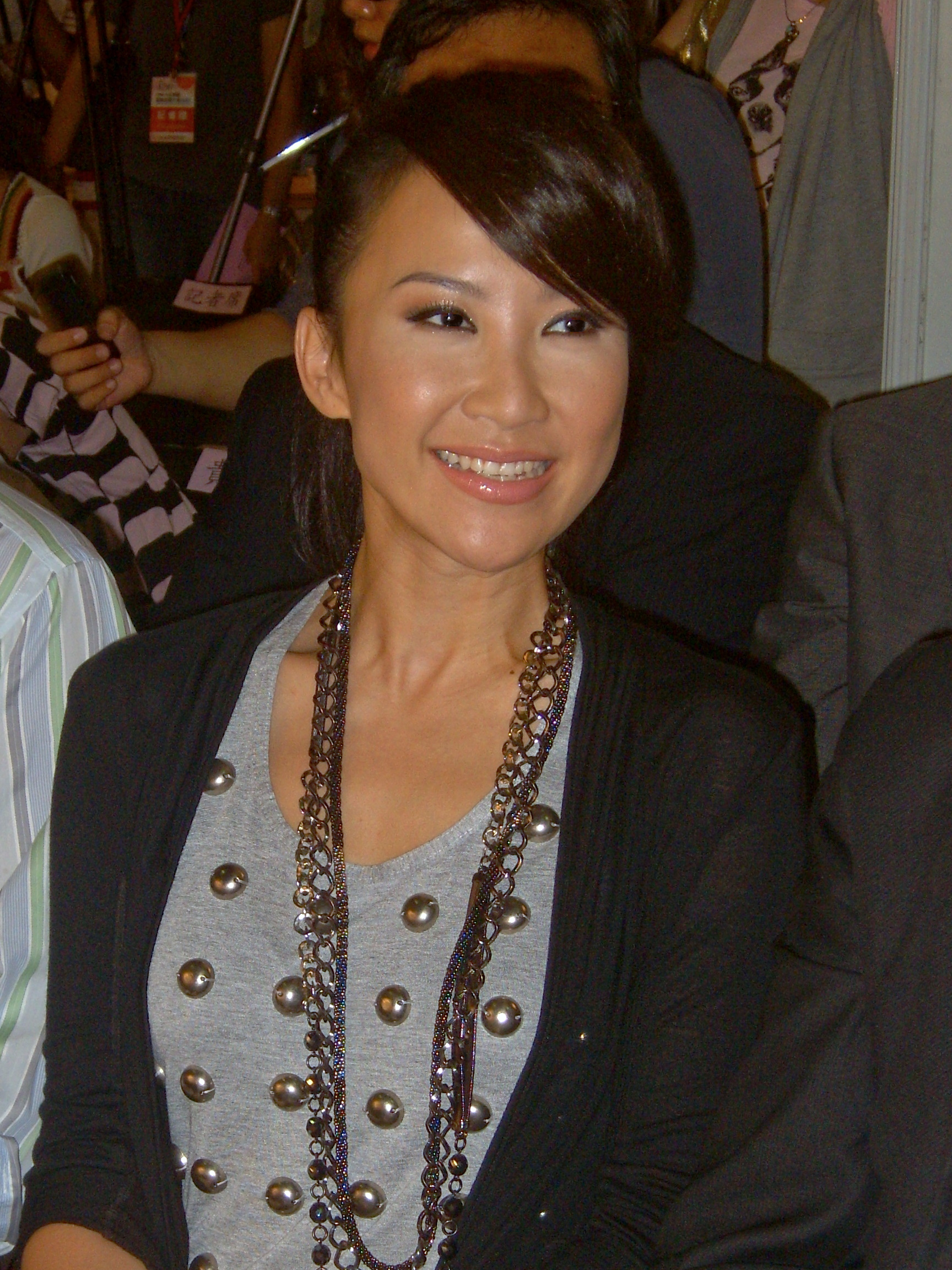
코코 리

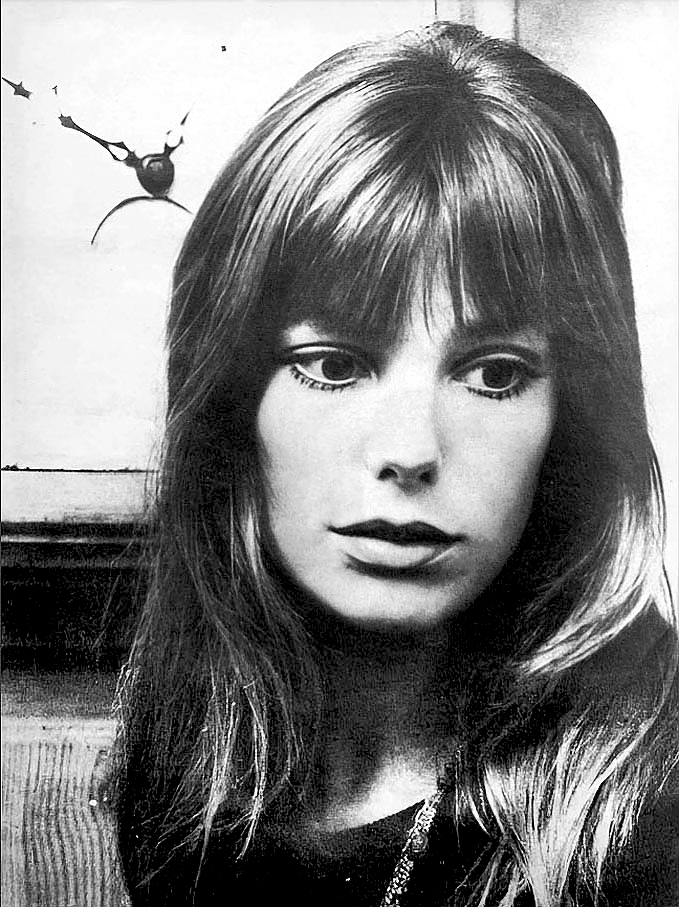
제인 버킨

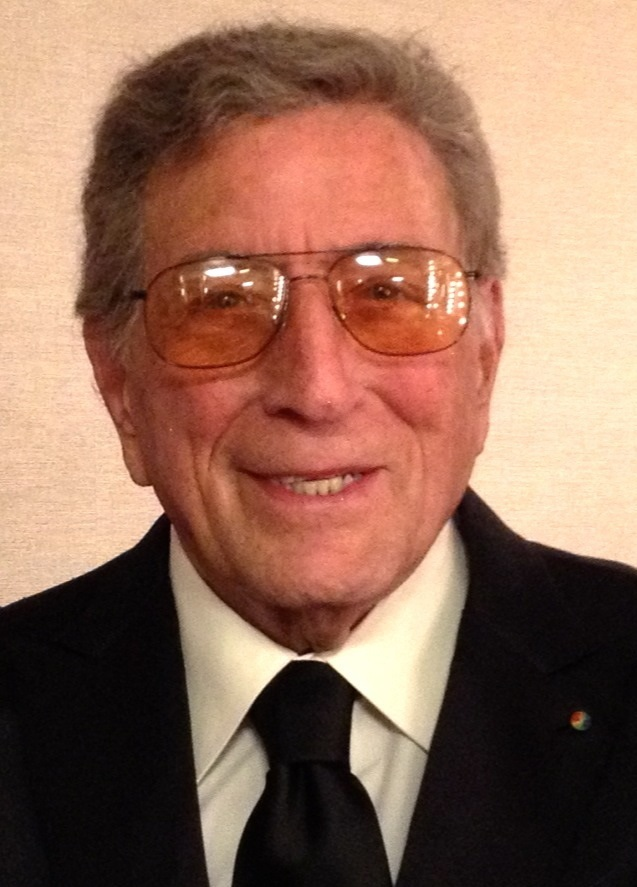
토니 베넷

- 7월 5일 - 중국계 미국의 가수 코코 리
- 7월 6일
  - 대한민국의 희극인 이지수
  - 러시아의 바이올린 연주자 빅토르 피카이젠
  - 미국의 피아노 연주자 피터 네로
  - 이탈리아의 정치인 아르날도 포를라니
- 7월 8일 - 대한민국의 기업인 차수웅
- 7월 9일
  - 스페인의 축구감독 루이스 수아레스 미라몬테스
  - 대한민국의 성우 유명옥
- 7월 11일
  - 체코의 소설가 밀란 쿤데라
  - 독일의 중국학자 리하르트 폰 시라흐
- 7월 14일 - 대한민국의 정치학자 김민하
- 7월 15일
  - 대한민국의 소설가 고사명
  - 대한민국의 법조인 안상훈
- 7월 16일
  - 미국의 해커 케빈 미트닉
  - 영국의 싱어송라이터 제인 버킨
  - 미국의 철학자 해리 프랑크푸르트
- 7월 19일
  - 헝가리의 영화배우 벌라조비치 러요시
  - 대한민국의 가수 청림
- 7월 20일 - 리투아니아의 육상선수 레미기유스 발리울리스
- 7월 21일
  - 프랑스의 영화배우 쥘리에트 마이니엘
  - 미국의 가수 토니 베넷
  - 태국의 작곡가 촌라티 탄텅
- 7월 23일 - 미국의 영화배우 잉가 스웬슨
- 7월 24일
  - 일본의 소설가 모리무라 세이이치
  - 영국의 언론인 조지 알라기아
  - 미국의 물리학자 찰스 W. 미스너
- 7월 26일
  - 미국의 음악가 랜디 마이즈너
  - 대한민국의 역사학자 유영익
  - 아일랜드의 싱어송라이터 시네이드 오코너
- 7월 27일 - 대한민국의 아나운서 서기원
- 7월 28일 - 독일의 극작가 마르틴 발저
- 7월 29일 - 대한민국의 정치인 장광근
- 7월 30일 - 미국의 영화배우 폴 루번스